# Dacrydium nidulum
Dacrydium nidulum é uma espécie de conífera da família Podocarpaceae.
Pode ser encontrada nos seguintes países: Fiji, Indonésia e Papua-Nova Guiné.